# لجنة المنظمات غير الحكومية المعنية بوضع المرأة، نيويورك
لجنة المنظمات غير الحكومية المعنية بوضع المرأة، نيويورك (NGO / CSW / NY) هي واحدة من اللجان النسائية الثلاث لمؤتمر المنظمات غير الحكومية المقام بالتعاون مع الأمم المتحدة كعضو مستشار (CoNGO). تسعى هذه اللجنة بشكل رئيسي على تعزيز قدرة النساء للمشاركة في التصويت وإبداء الرأي خلال اجتماعات الأمم المتحدة. حيث أنها ايضاً تساعد الفتيات والنساء من جميع الأعمار على تأييد وتنظيم الاتفاقيات العالمية، بما في ذلك استراتيجيات نيروبي المستقبلية، ومنهجية عمل بيجين، وقرار مجلس الأمن 1325 التابع للأمم المتحدة، وأهداف الألفية للتنمية المستدامة القضاء واتفاقية على جميع أشكال التمييز ضد المرأة (سيداو). زيادة على ذلك فإنها تعمل وبالتعاون مع اللجنتين الآخرتين للمنظمات غير الحكومية على إشراكها ايضاً لمؤتمري جنيف وفيينا.